# Championnat de France FFSA GT 2007
Navigation
Édition précédente Édition suivante
La saison 2007 du Championnat de France FFSA GT est la douzième édition de cette compétition et se déroule du 8 avril au 14 octobre 2009. Elle comprend sept manches organisées au sein de la Super Série FFSA et trois catégories GT1, GT2 et GT3.
Ce championnat a été remporté par Raymond Narac et Soheil Ayari au volant d'une Saleen S7-R de l'écurie Oreca. Les catégories GT2 et GT3 ont vu les victoires de Michel Lecourt et Richard Balandras sur une Porsche 911 GT3 RSR (997) d'IMSA Performance et de Christopher Campbell sur une Ferrari F430 GT2 du Sport Garage.

## Engagés
| Équipe | Voiture | No. | Pilote | Cat. | Manches |
| ------ | ------- | --- | ------ | ---- | ------- |

| Icône | Catégorie |
| ----- | --------- |
|       |           |

## Calendrier de la saison 2007
| Manche | Manche | Date         | Meeting                                    | Circuit                       | Lieu         | Région/Pays                  |
| ------ | ------ | ------------ | ------------------------------------------ | ----------------------------- | ------------ | ---------------------------- |
| 1      | C1     | 8 avril      | Super Série FFSA Nogaro / Coupes de Pâques | Circuit Paul Armagnac         | Nogaro       | Midi-Pyrénées, France        |
| 1      | C2     | 9 avril      | Super Série FFSA Nogaro / Coupes de Pâques | Circuit Paul Armagnac         | Nogaro       | Midi-Pyrénées, France        |
| 2      | C1     | 28 avril     | Super Série FFSA Lédenon                   | Circuit de Lédenon            | Lédenon      | Languedoc-Roussillon, France |
| 2      | C2     | 29 avril     | Super Série FFSA Lédenon                   | Circuit de Lédenon            | Lédenon      | Languedoc-Roussillon, France |
| 3      | C1     | 12 mai       | Super Série FFSA Dijon                     | Circuit Dijon-Prenois         | Prenois      | Bourgogne, France            |
| 3      | C2     | 13 mai       | Super Série FFSA Dijon                     | Circuit Dijon-Prenois         | Prenois      | Bourgogne, France            |
| 4      | C1     | 7 juillet    | Super Série FFSA Val de Vienne             | Circuit du Val de Vienne      | Le Vigeant   | Poitou-Charentes, France     |
| 4      | C2     | 8 juillet    | Super Série FFSA Val de Vienne             | Circuit du Val de Vienne      | Le Vigeant   | Poitou-Charentes, France     |
| 5      | C1     | 8 septembre  | Super Série FFSA Albi / Grand Prix d'Albi  | Circuit d'Albi                | Le Séquestre | Midi-Pyrénées, France        |
| 5      | C2     | 9 septembre  | Super Série FFSA Albi / Grand Prix d'Albi  | Circuit d'Albi                | Le Séquestre | Midi-Pyrénées, France        |
| 6      | C1     | 29 septembre | FIA GT Grand Prix de Nogaro                | Circuit Paul Armagnac         | Nogaro       | Midi-Pyrénées, France        |
| 6      | C2     | 30 septembre | FIA GT Grand Prix de Nogaro                | Circuit Paul Armagnac         | Nogaro       | Midi-Pyrénées, France        |
| 7      | C1     | 13 octobre   | Super Série FFSA finale Magny-Cours        | Circuit de Nevers Magny-Cours | Magny-Cours  | Bourgogne, France            |
| 7      | C2     | 14 octobre   | Super Série FFSA finale Magny-Cours        | Circuit de Nevers Magny-Cours | Magny-Cours  | Bourgogne, France            |

## Résultats de la saison 2007[1],[2]
| Manche | Manche | Meeting                                | Vainqueur GT1                          | Vainqueur GT2                       | Vainqueur GT3                     |
| ------ | ------ | -------------------------------------- | -------------------------------------- | ----------------------------------- | --------------------------------- |
| 1      | C1     | Coupes de Pâques                       | #9 Oreca                               | #36 IMSA Performance                | #71 First Racing                  |
| 1      | C1     | Coupes de Pâques                       | Raymond Narac Soheil Ayari             | Michel Lecourt Richard Balandras    | Cyril Helias Fabien Giroix        |
| 1      | C2     | Coupes de Pâques                       | #16 PSI Experience                     | #36 IMSA Performance                | #75 Sport Garage                  |
| 1      | C2     | Coupes de Pâques                       | Jean-Claude Police Mathieu Zangarelli  | Michel Lecourt Richard Balandras    | Dany Snobeck Christopher Campbell |
| 2      | C1     |                                        | #1 Oreca                               | #36 IMSA Performance                | #76 Hexis Racing                  |
| 2      | C1     | Bruno Hernandez Laurent Groppi         | Michel Lecourt Richard Balandras       | Bastien Brière Romain Yvon          |                                   |
| 2      | C2     | #9 Oreca                               | #36 IMSA Performance                   | #76 Hexis Racing                    |                                   |
| 2      | C2     | Raymond Narac Soheil Ayari             | Michel Lecourt Richard Balandras       | Bastien Brière Romain Yvon          |                                   |
| 3      | C1     |                                        | Oreca                                  | IMSA Performance                    | Sport Garage                      |
| 3      | C1     | Raymond Narac Soheil Ayari             | Michel Lecourt Richard Balandras       | Dany Snobeck Christopher Campbell   |                                   |
| 3      | C2     | Oreca                                  | IMSA Performance                       | Sport Garage                        |                                   |
| 3      | C2     | Raymond Narac Soheil Ayari             | Michel Lecourt Richard Balandras       | Michael Petit Gilles Vannelet       |                                   |
| 4      | C1     |                                        | Oreca                                  | IMSA Performance                    | Sport Garage                      |
| 4      | C1     | Bruno Hernandez Laurent Groppi         | Michel Lecourt Richard Balandras       | Michael Petit Gilles Vannelet       |                                   |
| 4      | C2     | Oreca                                  | IMSA Performance                       | Sport Garage                        |                                   |
| 4      | C2     | Bruno Hernandez Laurent Groppi         | Michel Lecourt Richard Balandras       | Bruno Dubreuil Christopher Campbell |                                   |
| 5      | C1     | Grand Prix d'Albi                      | Oreca                                  | IMSA Performance                    | Sport Garage                      |
| 5      | C1     | Grand Prix d'Albi                      | Raymond Narac Soheil Ayari             | Michel Lecourt Richard Balandras    | Michael Petit Gilles Vannelet     |
| 5      | C2     | Grand Prix d'Albi                      | Oreca                                  | IMSA Performance                    | First Racing                      |
| 5      | C2     | Grand Prix d'Albi                      | Bruno Hernandez Laurent Groppi         | Michel Lecourt Richard Balandras    | Bruno Dubreuil Ulric Amado        |
| 6      | C1     | Grand Prix de Nogaro                   | Larbre Compétition                     | IMSA Performance                    | Sport Garage                      |
| 6      | C1     | Grand Prix de Nogaro                   | Patrick Bornhauser Frédéric Makowiecki | Michel Lecourt Richard Balandras    | Gaël Lesoudier Arnaud Peyroles    |
| 6      | C2     | Grand Prix de Nogaro                   | Oreca                                  | IMSA Performance                    | Sport Garage                      |
| 6      | C2     | Grand Prix de Nogaro                   | Raymond Narac Soheil Ayari             | Michel Lecourt Richard Balandras    | Michael Petit Gilles Vannelet     |
| 7      | C1     |                                        | PSI Expérience                         | IMSA Performance                    | First Racing                      |
| 7      | C1     | Yvan Lebon Jean-Philippe Dayraut       | Michel Lecourt Richard Balandras       | Bruno Dubreuil Ulric Amado          |                                   |
| 7      | C2     | Larbre Compétition                     | IMSA Performance                       | Sport Garage                        |                                   |
| 7      | C2     | Patrick Bornhauser Frédéric Makowiecki | Michel Lecourt Richard Balandras       | Didier Moureu Christopher Campbell  |                                   |

## Classement de la saison 2007
| Pos. | Pilote              | Écurie                  | Voiture                   | Points |
| ---- | ------------------- | ----------------------- | ------------------------- | ------ |
| 1    | Soheil Ayari        | Oreca                   | Saleen S7-R               | 300    |
| 1    | Raymond Narac       | Oreca                   | Saleen S7-R               | 300    |
| 3    | Bruno Hernandez     | Oreca                   | Saleen S7-R               | 273    |
| 3    | Laurent Groppi      | Oreca                   | Saleen S7-R               | 273    |
| 5    | Yvan Lebon          | PSI Experience          | Chevrolet Corvette C6.R   | 185    |
| 6    | Gabriel Balthazard  | Luc Alphand Aventures   | Chevrolet Corvette C5-R   | 169    |
| 6    | Jérôme Policand     | Luc Alphand Aventures   | Chevrolet Corvette C5-R   | 169    |
| 8    | Patrick Bornhauser  | Larbre Compétition      | Aston Martin DBR9         | 160    |
| 8    | Frédéric Makowiecki | Larbre Compétition      | Aston Martin DBR9         | 160    |
| 10   | Richard Balandras   | IMSA Performance Matmut | Porsche 911 GT3 RSR (997) | 151    |
| 10   | Michel Lecourt      | IMSA Performance Matmut | Porsche 911 GT3 RSR (997) | 151    |